# Gerrymandering

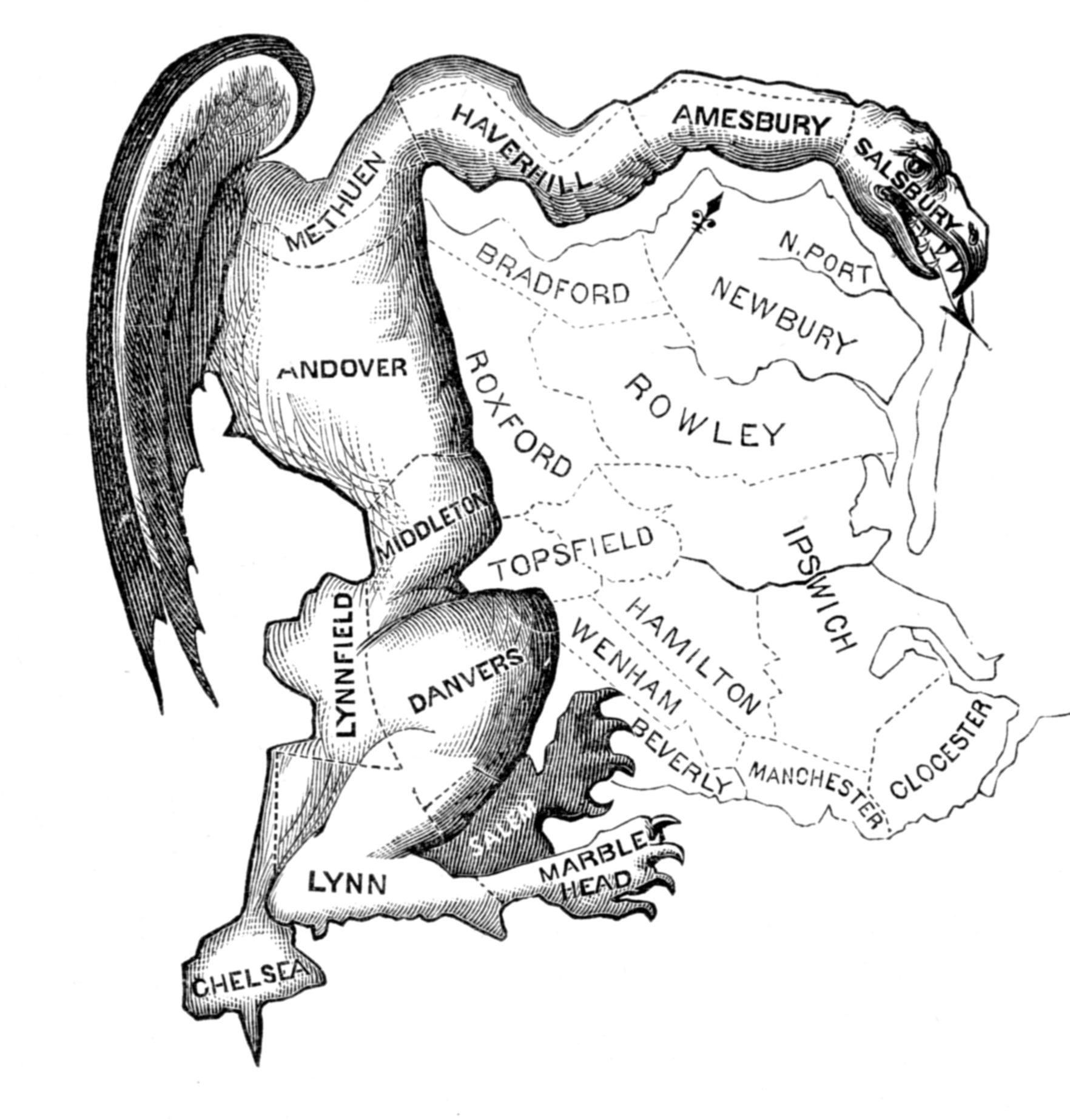
Caricatura política de Stuart (1812) que donà nom al «gerry-mander», pel cognom del governador Elbridge Gerry i la forma d'un salamandra, en anglès salamander.

Gerrymandering és una manera controvertida de redistribuir les circumscripcions electorals d'un territori per a obtenir avantatges electorals, especialment en els llocs on s'utilitza el sistema electoral majoritari. El gerrymandering pot també servir per a afavorir o perjudicar un determinat grup ètnic, lingüístic, religiós o social.

## Origen del terme

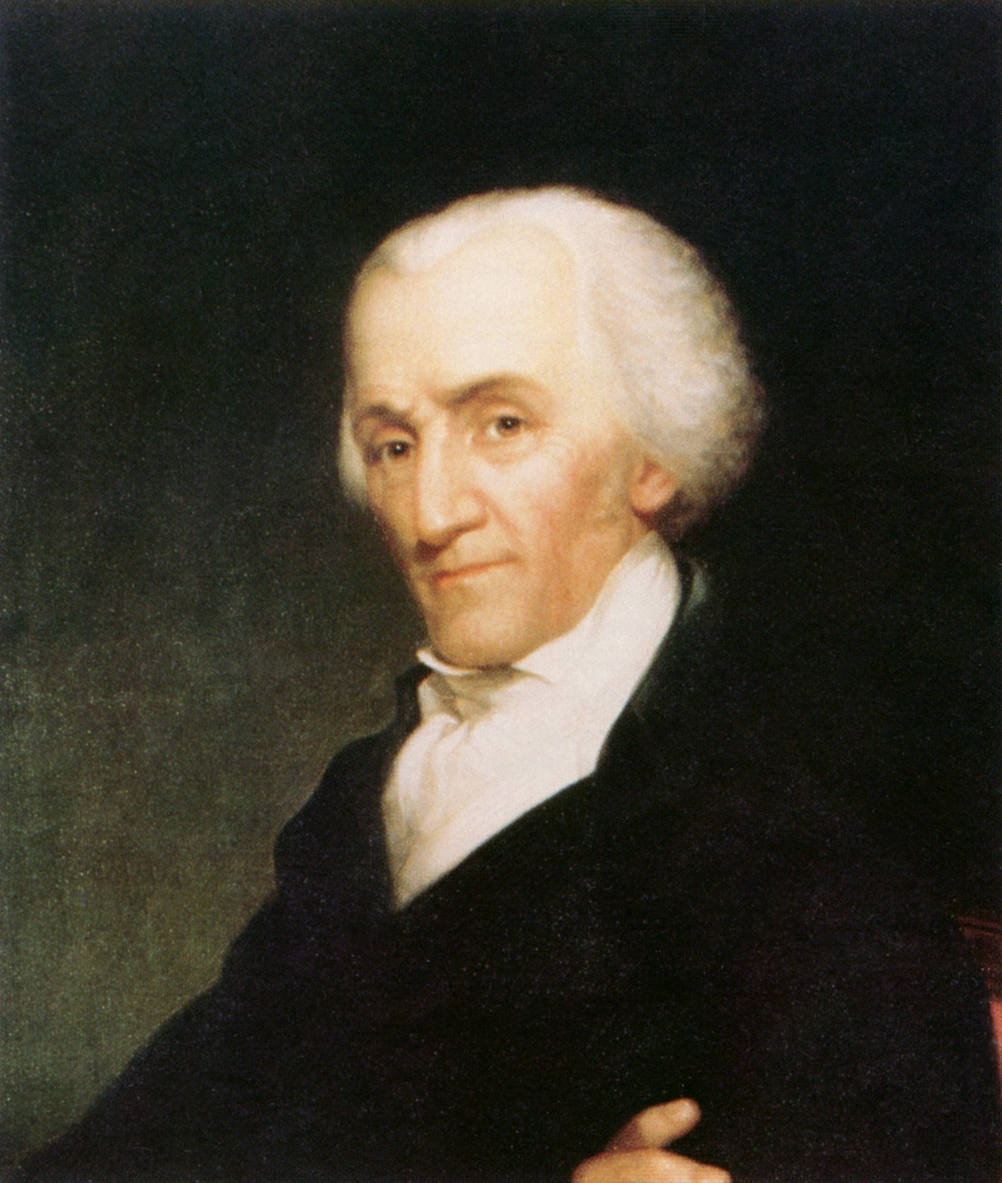
Elbridge Gerry (1744-1814)

Diferents divisions de les seccions electorals poden fer que el resultat divergeixi del vot individual (o circumscripció única).

El terme és una invenció periodística, provinent en part del cognom del governador de l'estat de Massachusetts (Estats Units) a principis del segle xix, Elbridge Gerry. Cap a l'any 1812, Gerry, preocupat perquè el seu partit, el Demòcrata-Republicà, no assolís la victòria als districtes del nord i oest de l'estat, decidí unificar tots aquests districtes en un de sol, per tal que obtingués menys escons a les eleccions.
Els periodistes que observaven el nou mapa electoral es van adonar que un dels nous districtes tenia la forma d'una salamandra (en anglès: salamander), a la qual van posar per nom Gerry-mander, desconeixent-se l'autor en concret de l'expressió. The Gerrymander, la caricatura que popularitzà el terme de Gilbert Stuart, es publicà al Boston Gazette el març de 1812, i representava a un estrany animal amb urpes, ales i un cap que recorda a la d'un drac. El terme tingué èxit i passà a designar qualsevol forma de manipulació dels districtes electorals amb fins partidistes. La seva formalització es completà l'any 1848 amb la inclusió a l'Oxford English Dictionary. En l'actualitat se segueix utilitzant en l'àmbit de la ciència política.

## Gerrymandering afirmatiu
Als Estats Units, en el que s'ha anomenat Gerrymandering afirmatiu. La Llei del dret al vot ha permès en el passat al Govern dibuixar curiosos districtes amb l'exclusiu propòsit de possibilitar majories negres, o d'origen llatí o asiàtic. No obstant això, la manipulació del sistema electoral per a protegir la representació de minories rarament està lliure de controvèrsies.
Aquest sistema també es va fer servir durant els anys quaranta i cinquanta a Irlanda del Nord per tal d'evitar l'existència de districtes on els catòlics fossin de majoria aclaparadora sobre els protestants.